# Frank Souffront
Frank Souffront Avellanet (* in Mayagüez; † 30. Oktober 1995) war ein puerto-ricanischer Sänger.
Souffront trat häufig in Programmen des Rundfunksenders WPRA auf und erhielt dort den Namen Moneró de Mayagüez. Er trat in Puerto Rico mit dem Orchester von William Manzano auf und war Mitglied der Orchester von Frank Madera, Carlos López und Moncho Leña. Später ging er nach New York, wo er an Héctor Riveras Produktion Lez´s Cha Cha Cha (1957) mitwirkte und dem Orchester von René Touzet angehörte. Im Orquesta Bouffartique teilte er sich den Gesangspart mit Eladio Peguero und Tony Molina.
Mit dem Orquesta Dicupé nahm er in den 1970er Jahren Hits wie Pescando, Pescando, La Changa, Aquellos rumberos und Los que no hagan como yo auf. Nach seiner Rückkehr nach Puerto Rico war er bis zu seinem Tod dem Orchester von Edil Rivera verbunden. Auch seine Brüder Víctor Manuel und José Luis Soufffront wurden als Musiker bekannt.